# کلاوس وبر
کلاوس وبر (آلمانی: Klaus Weber؛ ۵ آوریل ۱۹۳۶ – ۸ اوت ۲۰۱۶) بیوشیمی‌دان، پژوهش‌گر و استاد دانشگاه اهل آلمان بود.
او مشارکت‌های اساسی و مهمی در زمینهٔ زیست‌شناسی سلولی و زیست‌شناسی مولکولی و بیوشیمی نموده و سالیان متمادی رئیس «آزمایشگاه شیمی زیست‌فیزیکی در انیستیتو ماکس پلانک» در گوتینگن آلمان بود.
وی دانش‌آموختهٔ دانشگاه فرایبورگ بود و دوران پسادکتری را در «آزمایشگاه جیمز واتسون» در دانشگاه هاروارد گذراند.